# Manorbier (hrad)
Hrad Manorbier (velšsky Castell Maenorbŷr) je hrad ve Walesu ve stejnojmenné obci v hrabství Pembrokeshire.

## Historie
Hrad vznikl již na konci 11. století jako sídlo anglonormanského rodu de Barri. Členem této rodiny byl i kronikář Gerald z Walesu, který se na hradě roku 1146 narodil. Roku 1327 byl hrad obležen Richardem de Barri  během sporů o rodinné dědictví. V roce 1645 byl hrad obsazen vojskem parlamentaristů. Poté byl pobořen a začal se měnit ve zříceninu.  Hrad je přístupný veřejnosti, část hradu je adaptována na ubytovací zařízení.

## Architektura
Hrad má přibližně pětiúhelný půdorys. Do areálu hradu se vstupuje hranolovou věžovou branou, od které vybíhají z obou stran hradby, napojené na dvě kruhové věže. Součástí areálu hradu je palác s kaplí a samostatně stojící hradní kuchyně.  

## Galerie
- Hrad v roce 1773
- Hradní palác
- Nádvoří
- Vrchol kruhové věže, v pozadí kostel